# Arena Valley
Das Arena Valley ist ein eisfreies Tal zwischen dem East Beacon und dem New Mountain, das sich nach Süden dem Taylor Valley im antarktischen Viktorialand öffnet. 
Benannt wurde das Tal von Teilnehmern einer von 1958 bis 1959 durchgeführten Kampagne im Rahmen der neuseeländischen Victoria University’s Antarctic Expeditions nach der Talform, die an eine Arena erinnert.